# 德祺
德祺（1897年4月3日—1975年）字寿芝，那拉氏，满洲镶黄旗人，桂祥的次子，慈禧太后的姪子，隆裕太后弟弟，同治帝、光緒帝的表弟。

## 生平
德祺曾在北平棉花胡同25号居住，1936年迁居东四八条111号。中华人民共和国时期，德祺曾任东四八条居委会主任。1975年，德祺逝世。同妻子佟玉英葬于八宝山人民公墓。  

## 家庭
- 长兄：德恒
- 妻：佟玉英，1900年6月5日生。夫妇均葬于八宝山人民公墓。
- 长子：叶恩印
- 次子：叶恩显
- 长女：叶希贤，1921年生。育有二子二女：子金承、金良；女金兰、金明。
  - 女婿：溥偀，住右安门外凤凰咀58号。愛新覺羅載澤之子，康熙第十五子胤禑之六世孫。
- 三子：叶恩民，1930年6月1日生，曾任局长
  - 三儿媳：胡俊娥。育有一子一女：子叶力，女叶薇。
- 四子：叶恩植，1931年8月23日生。
- 二女：叶希嬿，1938年8月19日生。  [1]